# Complanine

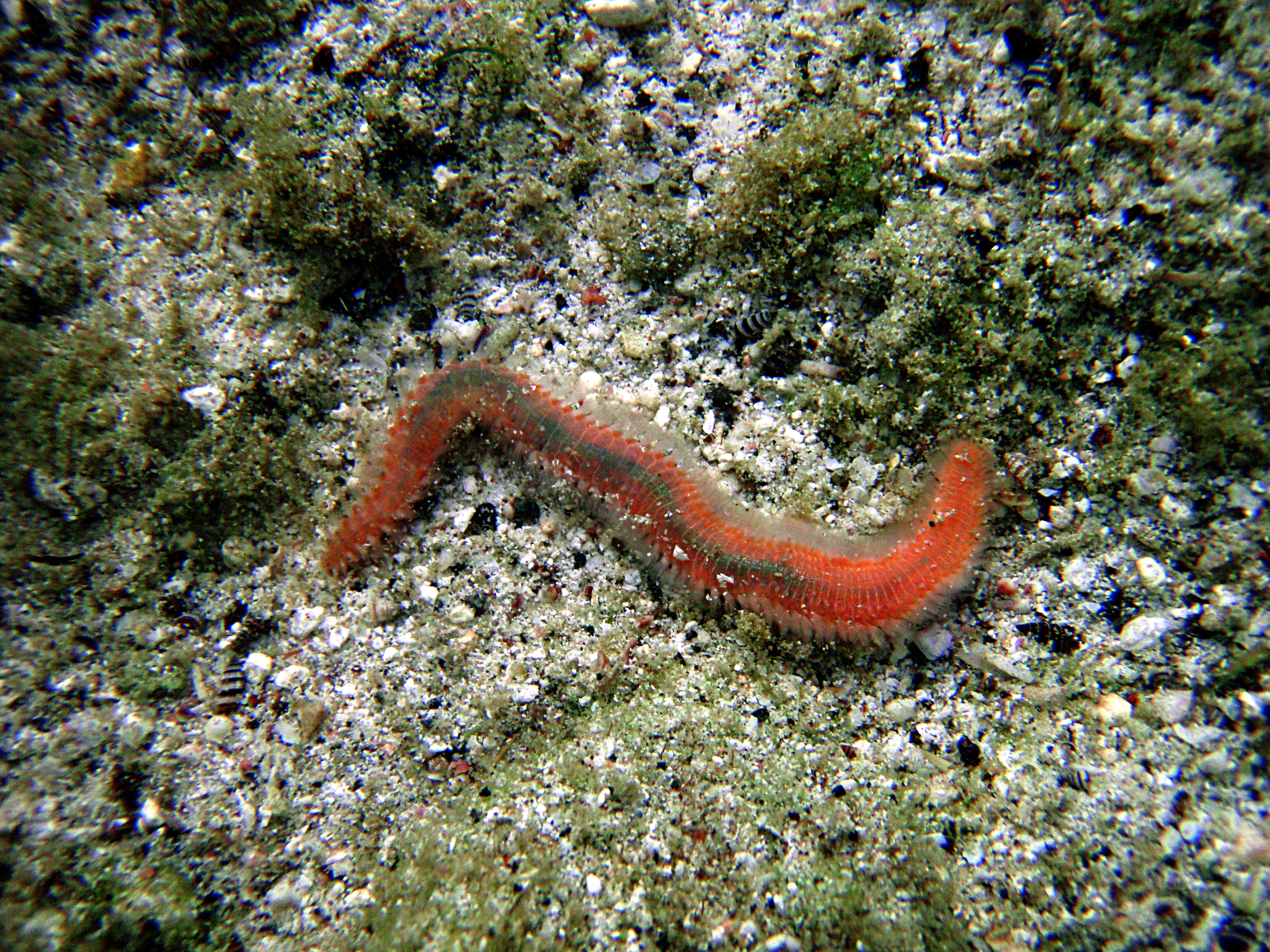
Eurythoe complanata.

La complanine est une toxine isolée du polychète marin Eurythoe complanata, une espèce d'annélide, qui provoque des inflammations au contact de la peau et des muqueuses.